# Affektenlehre
In musica, la teoria degli affetti o Affektenlehre (dal tedesco Affekt; plur. Affekte) è una teoria derivante da formulazioni teoriche di età antica, ampiamente accettata in età tardobarocca. Secondo questa teoria, in un movimento doveva comparire un unico "affetto", che in questo modo veniva razionalizzato.
Nell'epoca classica questo stile musicale cadde in disuso in quanto ritenuto eccessivamente meccanico ed innaturale.